# HTTPS

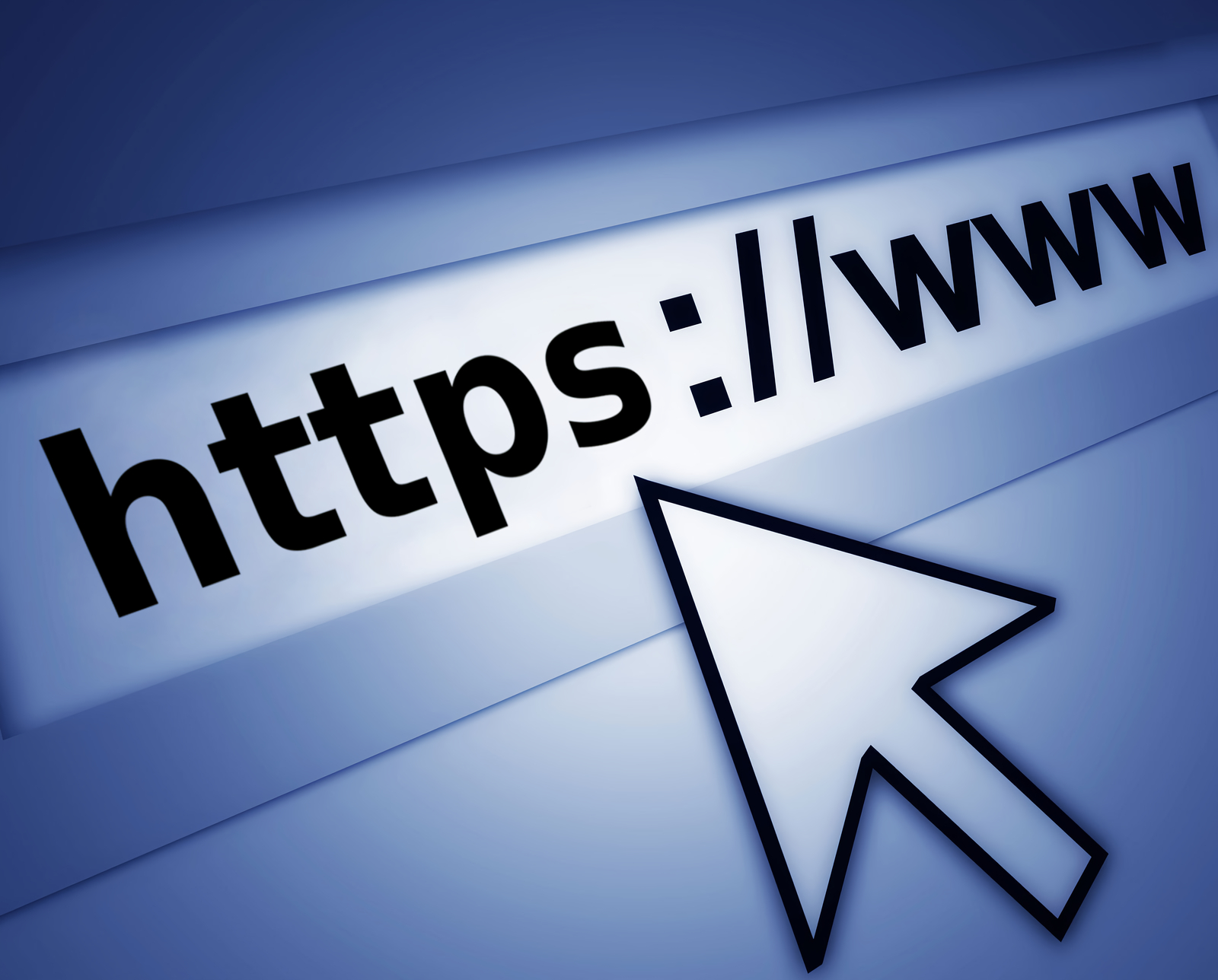
Protokół HTTPS

HTTPS (ang. Hypertext Transfer Protocol Secure) – protokół HTTP chroniony przy pomocy szyfrowania protokołu TLS (dawniej SSL) i ustandaryzowany w dokumencie RFC 2818 pod rzadziej używaną nazwą HTTP Over TLS. Szyfrowanie komunikacji w systemie od końca do końca ma zapobiegać jej przechwytywaniu między klientem i serwerem (np. atak man in the middle) czy wręcz modyfikacji przesyłanych danych, zanim dotrą do celu.
W przeciwieństwie do niezabezpieczonego HTTP, którego serwery nasłuchują na porcie 80, serwery obsługujące HTTPS nasłuchują domyślnie na porcie 443 protokołu TCP. Adresy URL zaczynają się od https://, podczas gdy adresy niezabezpieczonego HTTP od http://.

## Ograniczenia i rozpowszechnienie
Protokół HTTP realizuje się warstwę wyżej od standardu TLS, który znajduje się na warstwie prezentacji. Najpierw następuje więc wymiana kluczy TLS, a dopiero później możliwe jest przesłanie żądania HTTP. Historycznie uniemożliwiało to serwerom obsługiwanie wielu domen (bądź poddomen) z różnymi certyfikatami przy użyciu jednego adresu IP. Było to spowodowane brakiem informacji o tym, którego certyfikatu X.509 i klucza prywatnego należy użyć do odszyfrowania danych, ponieważ nagłówek HTTP Host jest przekazywany wewnątrz zaszyfrowanej części zapytania (którego z kolei nie można odszyfrować, nie znając domeny). Jedynym obejściem było użycie wspólnego certyfikatu dla wszystkich domen. Problem został zażegnany poprzez wprowadzenie do TLS rozszerzenia SNI (ang. Server Name Indication), które przechowuje informację o domenie w nieszyfrowanej postaci.
W starszych wersjach HTTP szyfrowanie połączenia było rozszerzeniem protokołu. Począwszy od HTTP/2 mimo braku takiego wymogu w RFC, szyfrowanie stało się de facto wymogiem protokołu ze względu na stan implementacji w najpopularniejszych silnikach przeglądarek internetowych.